# Mount Columbia
Mount Columbia je s nadmořskou výškou 3 741 metrů druhá nejvyšší hora Kanadských Skalnatých hor.
Leží v centrální části pohoří, na jihovýchodě Britské Kolumbie a jihozápadě Alberty, na jižní hranici Národního parku Jasper.
Na úpatí hory se nachází rozsáhlé ledové pole, které zásobuje řeky Saskatchewan, Athabaska a Columbia.
Hora je pojmenovaná podle řeky Columbia. Tu pak pojmenoval na konci 18. století námořní kapitán Robert Gray podle své lodi Columbia.